# Nörvenich
Nörvenich is een plaats en gemeente in de Duitse deelstaat Noordrijn-Westfalen, gelegen in de Kreis Düren. Nörvenich telt 10.667 inwoners (31 december 2020) op een oppervlakte van 66,20 km².

## Plaatsen in de gemeente Nörvenich
Tussen haakjes het aantal inwoners per 31 december 2019.
- Binsfeld (947)
- Dorweiler (206) 1)
- Eggersheim (213)
- Eschweiler über Feld (1.111)
- Frauwüllesheim (719)
- Hochkirchen (449)
- Irresheim (184)
- Nörvenich (3.865)
- Oberbolheim (205)
- Pingsheim (667) 1)
- Poll (267)
- Rath (638)
- Rommelsheim (478)
- Wissersheim (1.023) 1)
- Kasteel Hardt (2)

Gemeentetotaal: 10.974 inwoners per 31 december 2019.
Personen met alleen een tweede woning in de gemeente zijn niet meegeteld.
Bron bevolkingscijfers:  Website gemeente
De met 1) gemerkte dorpen zijn bij gemeentelijke herindeling per 1 januari 1975 van de gemeente Erftstadt naar de gemeente Nörvenich overgeheveld. Alle andere dorpen zijn bij gemeentelijke herindeling per 1 januari 1969 van de gemeente Nörvenich deel gaan uitmaken.

## Ligging, infrastructuur

### Buurgemeentes
- Merzenich (Noordrijn-Westfalen) in het noordwesten
- Kerpen in het noordoosten; van Kerpen is het 21 km naar de Dom van Keulen.
- Lechenich, gemeente Erftstadt in het oosten
- Vettweiß in het zuid-zuidwesten
- Zülpich  in het zuiden
- Düren in het westen
- Bergheim in het noorden.

### Hoofdverkeerswegen
Door Nörvenich loopt de Bundesstraße 477 zuidwaarts naar Zülpich. Dat ligt 15 km ten zuiden van Nörvenich. In de andere richting, vier km ten noorden van deze plaats ligt bij Blatzheim, gemeente Kerpen, de kruising met de  Bundesstraße 264 Düren- Kerpen- Keulen.
Wie daar rechtsaf  de B 264 op rijdt, bereikt na 6 km in oostelijke richting afrit 21 van de Autobahn A 61.
Rijdt men linksaf de B 264 op, en gaat men  3 km verderop te Golzheim rechtsaf, door Buir, gem. Kerpen, dan bereikt men na 6 km  afrit 8 van de Autobahn A 4 Keulen -Aken.

### Openbaar vervoer
De in de gemeente gelegen dorpen Binsfeld en Rommelsheim, en Jakobwüllemsheim, gemeente Vettweiß, dat slechts 2 km van Rommelsheim vandaan ligt, zijn aan de spoorlijn Düren - Euskirchen gelegen. In december 2019 is deze lijn heropend voor passagiersvervoer. Te Binsfeld en Rommelsheim stopt sedert december 2020 op werkdagen iedere twee uur, in de weekends iedere drie uur een stoptrein. Voor 2023 is een frequentieverhoging van de treindienst tot 1 x per uur voorzien.
Van 1909 tot 1968 (voor reizigersvervoer: tot 1962) had Nörvenich zelf een station aan een spoorlijntje naar Düren en naar Kerpen. Dit lijntje bleek niet rendabel; alle bovenleidingen, rails e.d. zijn verwijderd. Het voormalige stationsgebouw werd tot woonhuis verbouwd. Wel is naast dit gebouw nog een belangrijke bushalte aanwezig.
Nörvenich en de tot de gemeente behorende dorpen aan de B 477 hebben busverbindingen met o.a. Düren en Vettweiß. Andere dorpen in de gemeente zijn alleen voorzien van een schoolbusdienst.

## Economie
De gemeente ligt in een oude, vruchtbare landbouwstreek, de Zülpicher Börde. Op de lössgronden worden vooral aardappelen en suikerbieten verbouwd. Het belang van de agrarische sector is sedert ca. 1970, zeker wat werkgelegenheid betreft, echter sterk teruggelopen. Een rol hierbij speelt ook de teruggang van de suikerfabricage.
Van economisch belang, vanwege de werkgelegenheid, is de aanwezigheid sedert 1954 van een grote luchtmachtbasis, Fliegerhorst Nörvenich.  In 1969 is, vanwege het vliegtuiglawaai, het dorpje Oberbolheim, op de kerk na gesloopt en elders herbouwd. Tot 1990 waren hier Amerikaanse militairen van de US Air Force gelegerd, nadien de luchtmacht van de Bundeswehr. De basis ligt 3 km ten noordoosten van de plaats Nörvenich.
Reeds voor de Tweede Wereldoorlog zette de trend in, dat de dorpen in de gemeente Nörvenich vooral bewoond worden door mensen, die in de omliggende bruinkoolgroeven en in bedrijven te Keulen, Düren en in andere omliggende plaatsen werken (woonforensisme).
Onder de lösslaag in de gemeente Nörvenich ligt een dikke laag bruinkool. Plannen, om deze bruinkoollaag in dagbouw te winnen, waarvoor de meeste plaatsen in de gemeente hadden moeten worden gesloopt en elders herbouwd, werden na hevig protest van de inwoners van de gemeente in 1987 in de ijskast gezet. Anno 2000 kwam dit bruinkoolwinningsplan toch weer ter sprake. Waarschijnlijk zal de bruinkool in de Nörvenicher grond blijven zitten, gezien het niet duurzame en dus klimaat-onvriendelijke karakter van bruinkool als brandstof. In de gemeente  zijn inmiddels verscheidene windturbines voor duurzame elektriciteitswinning in bedrijf genomen.

## Geschiedenis
De huidige Bundesstraße 477, die van noord naar zuid door de gemeente loopt, was in de Romeinse tijd de heerweg Trier-Neuss. Nörvenich heeft een oude en ingewikkelde geschiedenis; er heeft een Romeins castellum gestaan, en vermoedelijk op dezelfde plaats, heeft er van circa 1000 tot circa 1400 een klein vestingstadje bestaan, dat echter nimmer officieel stadsrecht kreeg; de plaatselijke heren gebruikten het als grensvesting ter verdediging tegen vijanden.

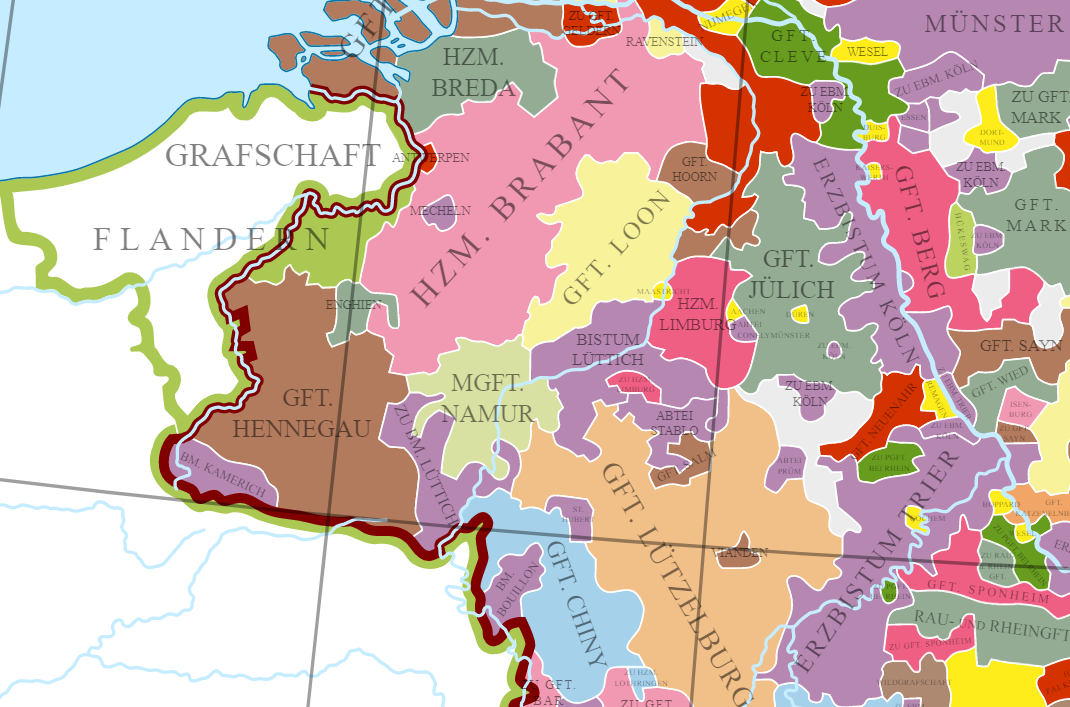
Territoriale versnippering anno 1250.
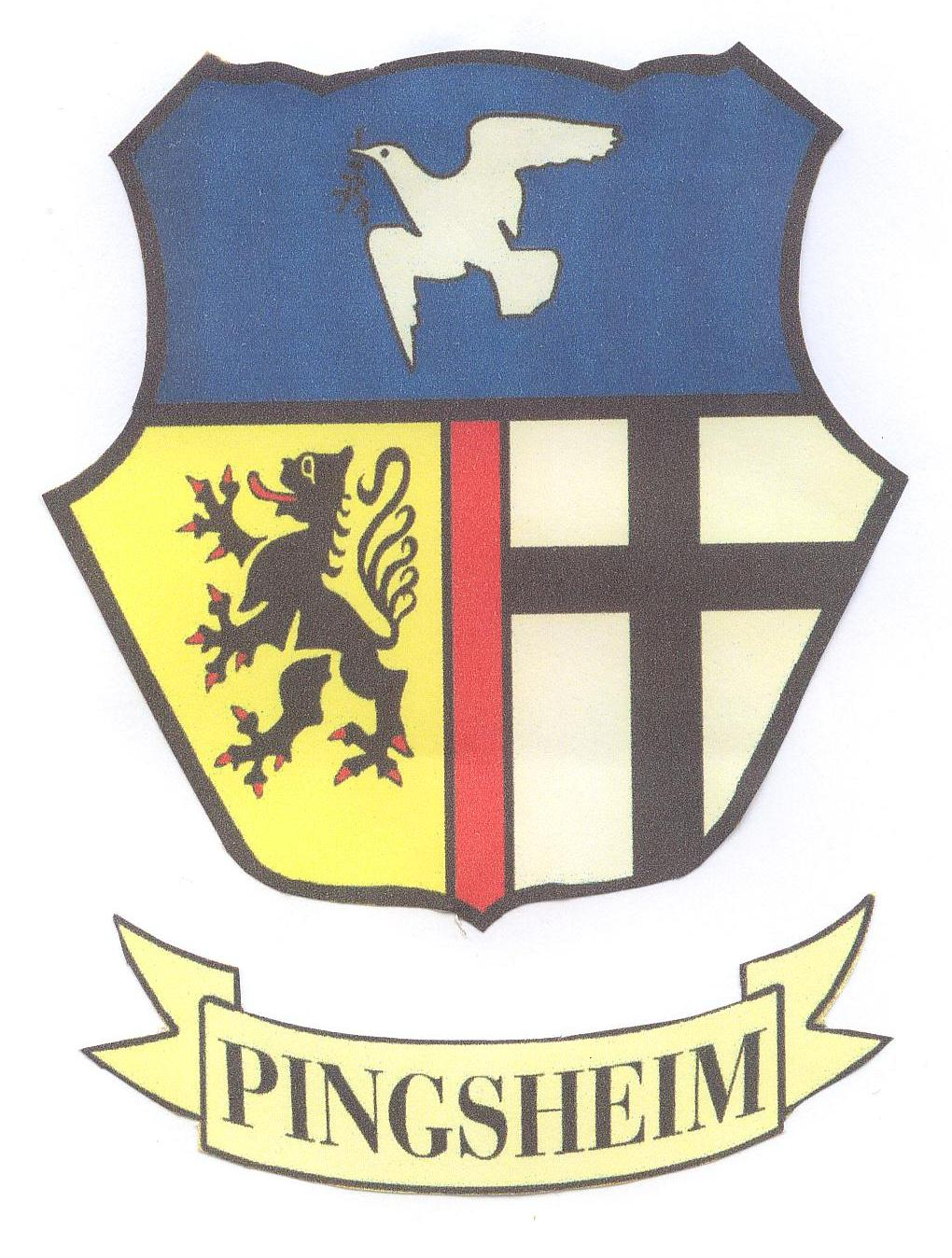
Wapen van Pingsheim

Nörvenich lag in het grensgebied van het Hertogdom Gulik en het Keurvorstendom Keulen. In 1279 werd een van de vele grens- en heerschappijconflicten tussen deze staten beslecht door middel van een namens Keulen door Siegfried van Westerburg ondertekend vredesakkoord, dat als Vrede van Pingsheim de Duitse geschiedenis is ingegaan.
Het in 2003 toegekende dorpswapen van Pingsheim, waar de grens midden doorheen liep, herinnert aan dit feit. Linksonder in het veld van het wapen, onder de vredesduif, staat de Gulikse leeuw, rechtsonder het zwart-witte kruis van de aartsbisschoppen van Keulen.

## Bezienswaardigheden, recreatie e.d.

### Kasteel Nörvenich

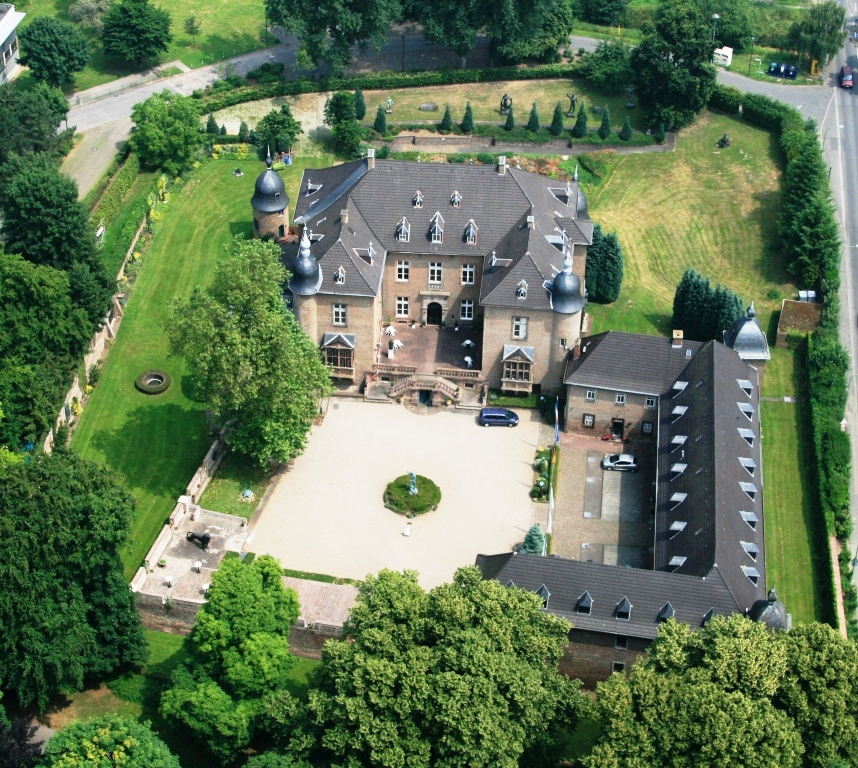
Schloss Nörvenich, 2009
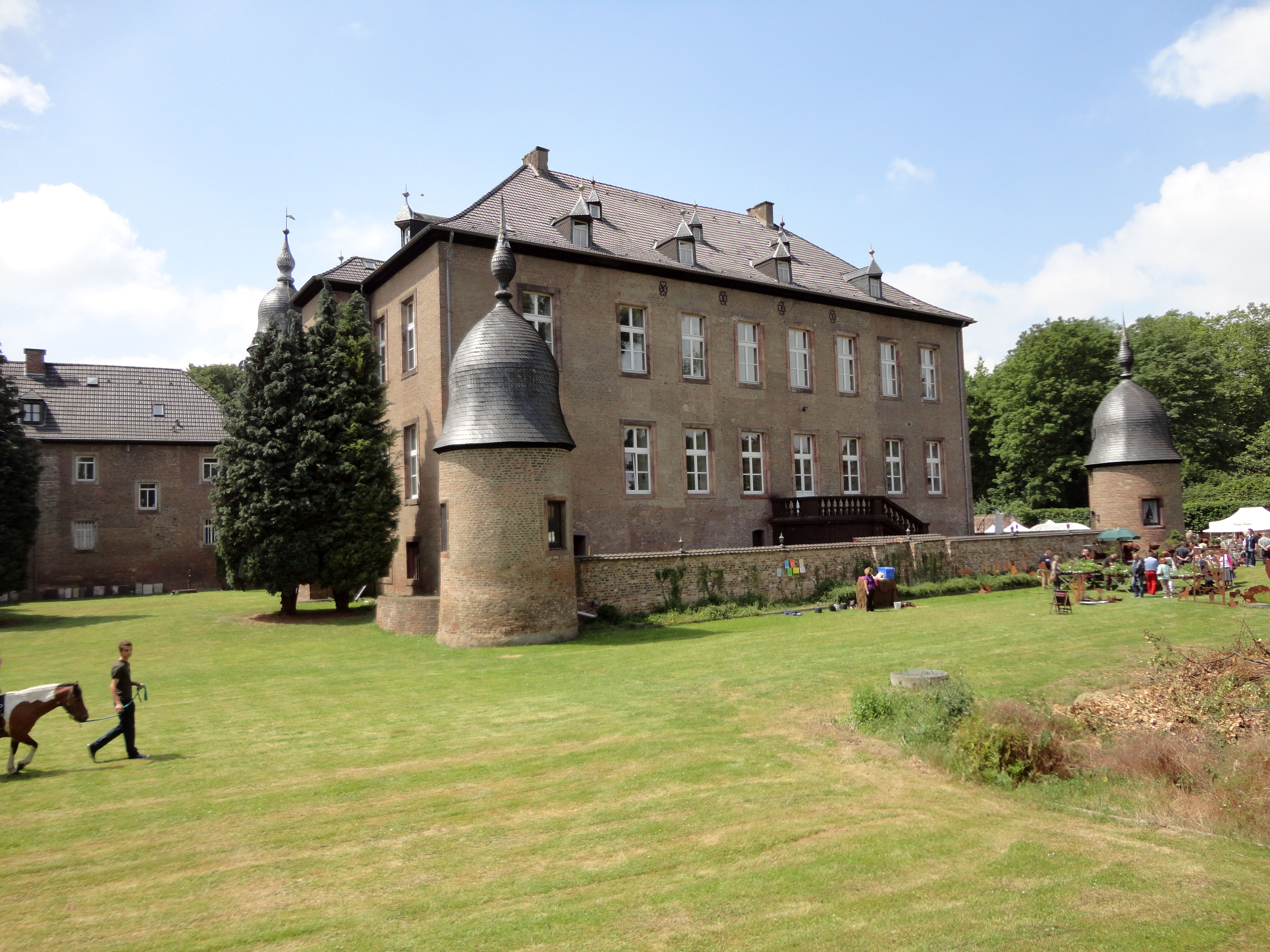
Achterzijde van het kasteel, 2014

Het door een slotgracht omringde kasteel Nörvenich, ook wel Gymnicher Burg genaamd, werd rond 1400 gebouwd en in de 20e eeuw diverse malen verbouwd en uitgebreid. Aan het eind van de Tweede Wereldoorlog (november 1944-januari 1945) diende het kasteel als noodlazaret voor Duitse militairen, die in de Slag om het Hürtgenwald gewond waren geraakt; gesneuvelden werden enige maanden lang tijdelijk in de kasteeltuin begraven. Na 1950 had het kasteel verschillende, niet-adellijke, eigenaars en gebruikers, onder wie van 1963 tot 1971 de beeldhouwer Ulrich Rückriem, en leden van de rockgroep Can (geluidsstudio 1968-1971). In 1980 werd het slot gekocht (en omgedoopt in Schloss Nörvernich) door Joe F. Bodenstein, een in 1936 geboren Duits-Amerikaans uitgever en schrijver van kunstboeken, tevens journalist voor Associated Press en diplomaat. Deze ging het voor allerlei culturele activiteiten gebruiken. 
In het kasteel is sinds 1985 het Museum für europäische Kunst gevestigd, dat een grote collectie, vooral naoorlogse, portretbustes e.d., alsmede het archief, bezit van de hand van de Duitse beeldhouwer Arno Breker. Maar ook portretten en portretbustes van andere kunstenaars behoren tot de collectie. De meeste van deze kunstwerken beelden bekende Duitse politici van na de Tweede Wereldoorlog af, maar ook afbeeldingen van internationale staatshoofden en andere beroemdheden zijn er te zien. Ook bezit het museum veel werk van Gustav Zindel  Het Museum für europäische Kunst, dat ook beoogt, jonge, veelbelovende beeldend kunstenaars te promoten, is in de periode september t/m april gesloten. 
Stellen, ook die niet te Nörvenich wonen, kunnen in het kasteel tussen 1 mei en 30 september in het huwelijk treden.

### Overig
- De St. Victorkerk van Hochkirchen is een belangrijk cultuurhistorisch monument, waarvan de geschiedenis tot de Romeinse tijd teruggaat. Toen vereerden op deze locatie eerst de Romeinen de god Jupiter, en daarna de Ubiërs een matronen-godin.
- De Kaiser-Route is een 480 km lange, aan Karel de Grote gewijde  meerdaagse fietsroute van Aken naar Paderborn. De route doorkruist de gemeente in west-oost-richting.
- Het Bubenheimer Spieleland is een populair recreatiepark, gericht op gezinnen met kinderen van 3-11 jaar. Het ligt 500 m ten westen van de spoorlijn, tussen Rommelsheim en Jakobwüllesheim. Het is gelegen op een landgoed met voormalige boerderij, waar een succesvol kinderevenement met een maïsdoolhof aanleiding was, het kinderpretpark op te richten.

## Afbeeldingen

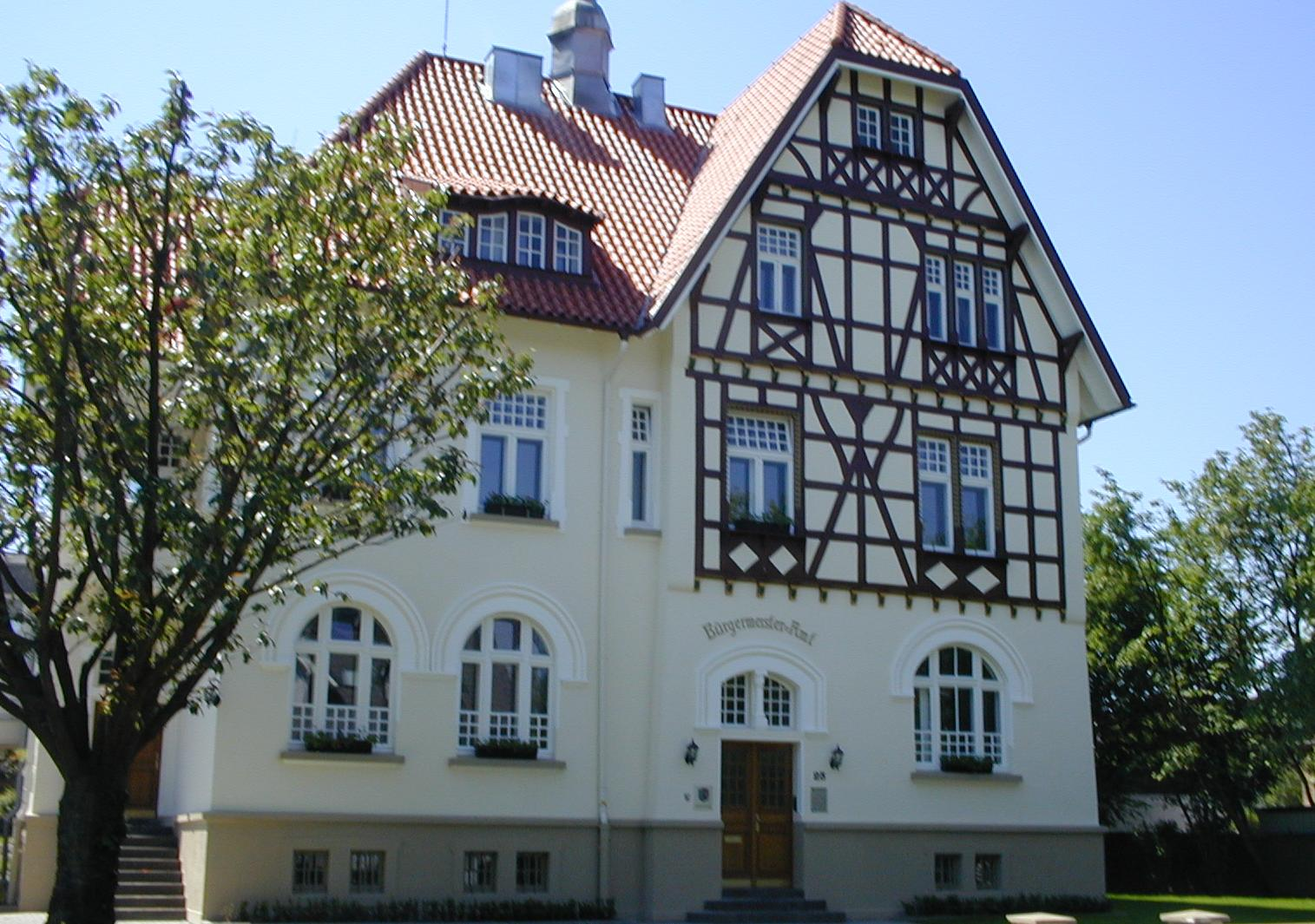
Gemeentehuis (1910)
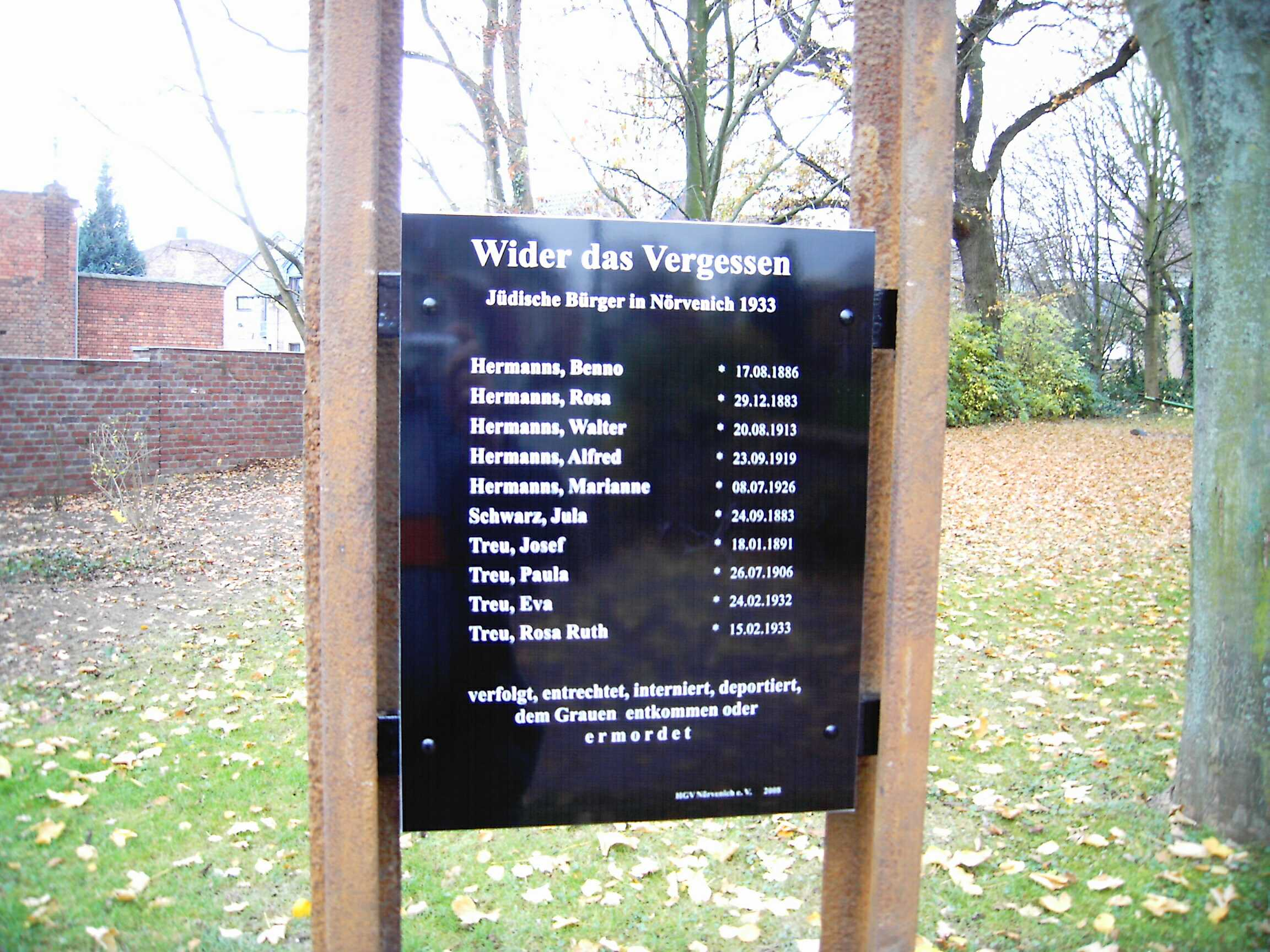
Gedenkteken voor de joodse holocaust-slachtoffers van Nörvenich
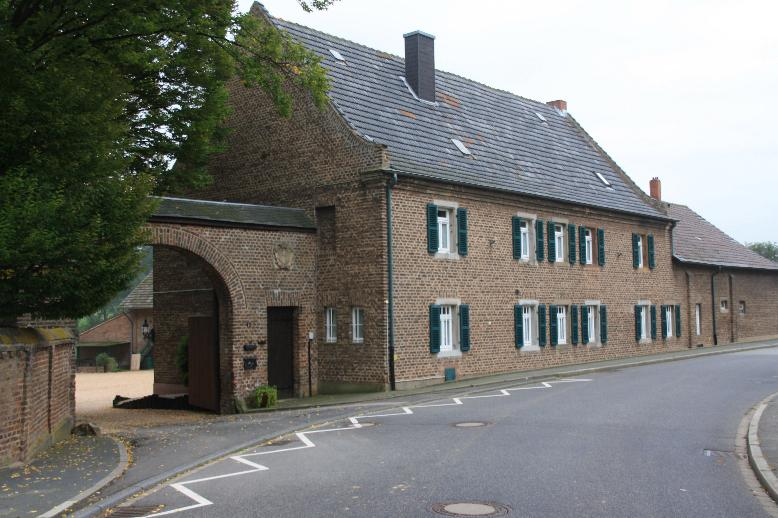
Monumentale 18e-eeuwse boerderij Trompeterhof, Nörvenich
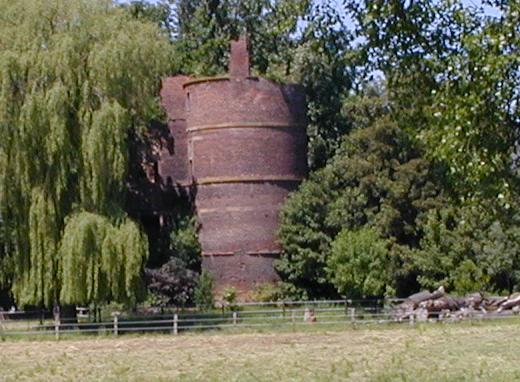
Ruïne Harff'sche_Burg [7] naast deze boerderij
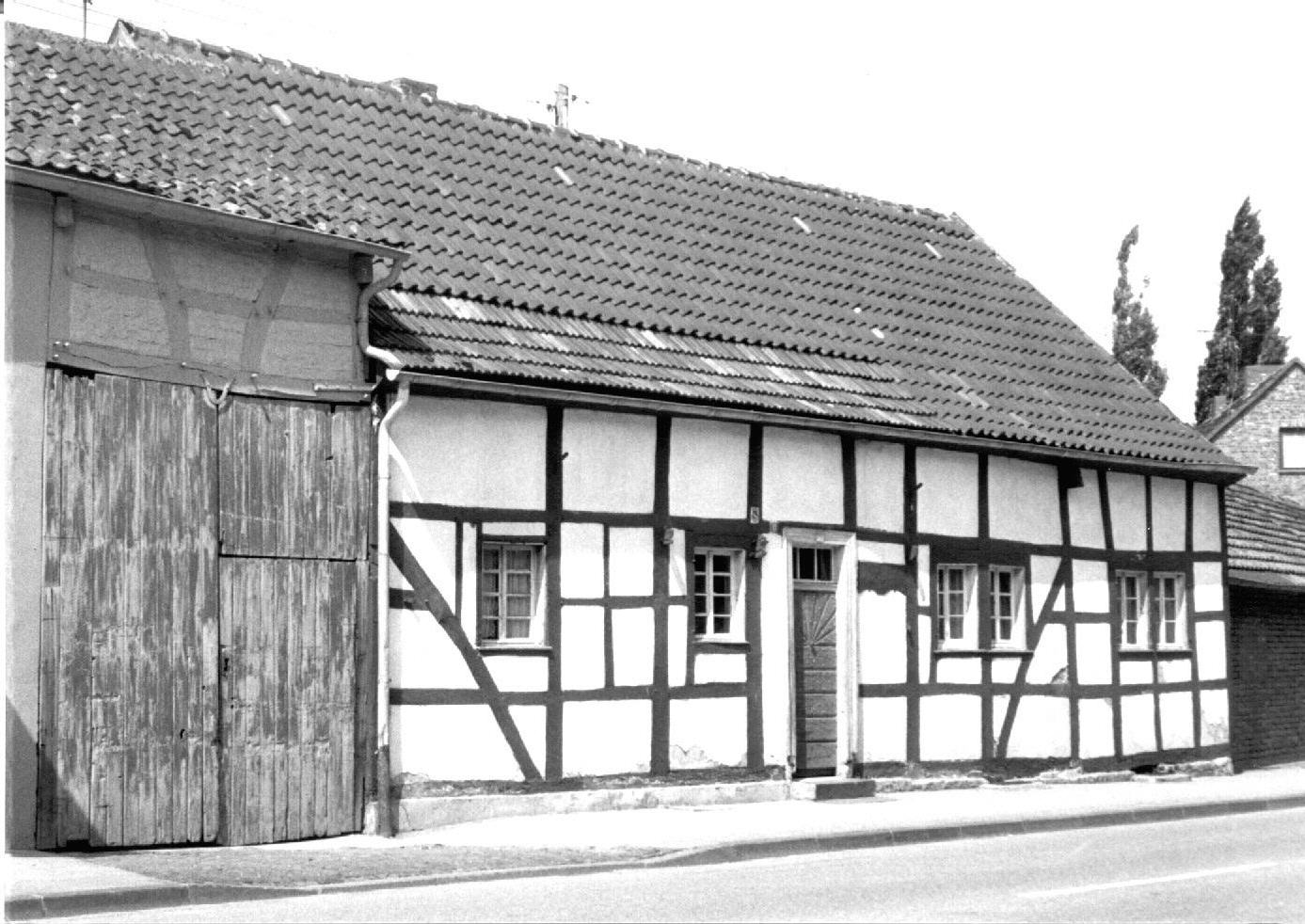
Eén van de zeer weinige vakwerkhuizen te Nörvenich
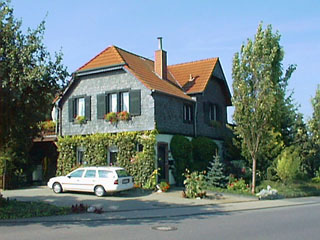
Voormalig station (1909-1968)
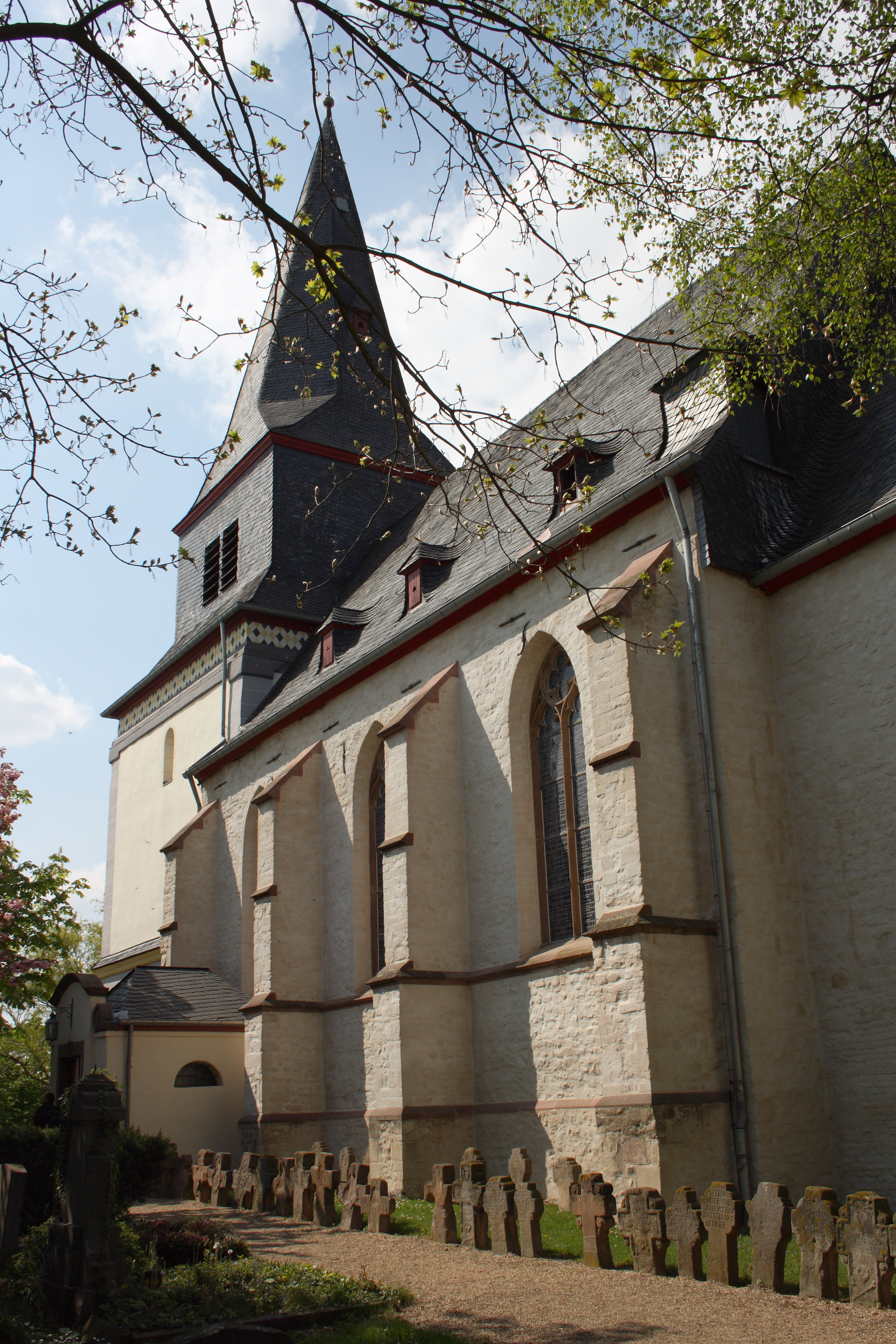
St. Victorkerk, Hochkirchen

## Partnerstad
Er bestaat een jumelage met Plessa, deelstaat Brandenburg.

## Bekende personen in relatie tot de gemeente
- Günter Thelen (* 14 augustus 1943 in Leverkusen), beeldhouwer, woonachtig te Wissersheim; veel van zijn werk is in de gemeente en haar musea te zien.